# 제민급 경비함
제민급 경비함(齊民級 警備艦)은 1987년에 개발되어 대한민국 해양경찰청에서 운용하는 경비함이다.